# Shrub End
Shrub End – dzielnica w Colchesterze w Anglii, w Esseksie, w dystrykcie Colchester. W 2011 dzielnica liczyła 10 086 mieszkańców.